# سوسکچه‌های قارچ‌خور مکوسروس
سوسکچه‌های قارچ‌خور مکوسروس(نام علمی: Mecocerus) نام یک سرده از تیره سوسکچه‌های قارچ‌خور است.